# Megastigmus lasiocarpae
Megastigmus lasiocarpae is een vliesvleugelig insect uit de familie Torymidae. De wetenschappelijke naam is voor het eerst geldig gepubliceerd in 1913 door Crosby.